# Arkadiusz Jakubik
Arkadiusz Jakubik (nacido el 14 de enero de 1969 en Strzelce Opolskie) es un actor, guionista, actor de doblaje y músico polaco. Conocido principalmente por su interpretación del policía discapacitado Rysio en la comedia 13 posterunek y por su amplia colaboración con Wojciech Smarzowski. Se graduó en 1992 en la Academia de Artes Dramáticas Ludwik Solski – Facultad de Breslavia. En 2008 fundó y se convirtió en vocalista de la banda de rock Dr. Misio.

## Filmografía seleccionada
- 13 posterunek 2 (1999–2000) – Aspirant Rysio
- Codzienna 2 m. 3 (2005–2007) – janitor Leon
- Jesteś Bogiem (2012) – Gustaw
- Wesele (2004) – Notario Janocha
- Piąty Stadion (2012) – Jarek 'Pele' Malak
- Drogówka (2013) - Bogdan Petrycki
- Dom zly (2009) – Edward Środoń
- Kler (2018) –  Andrzej Kukuła
- Life Feels Good (2013) – Paweł Rosiński
- The Snow Queen (2013) - Orm
- The Mighty Angel (2014) – Terrorist
- Volinia (2016) – Maciej Skiba
- Breaking the Limits (2017) – swimming pool manager